# Кое-что об Эшли
«Кое-что об Эшли» (англ. There's Something About Ashley) — это документальный фильм, выпущенный компанией Warner Bros. Records о начале сольной музыкальной карьеры Эшли Тисдейл, и выпущенный 6 ноября 2007. На DVD включены 3 новых клипа с её дебютного альбома Headstrong и документальный материал. Клипы на DVD такие: «He Said, She Said», «Not Like That» и «Suddenly», режиссёр которых Скотт Спир. Сестра Тисдейл Дженнифер и Джош Хендерсон из  Отчаянных домохозяек  появились в нём.

## Список композиций
- Кое-что об Эшли (12:07) — Трехпесенная музыкальная видео трилогия, включающая:

1. Тисдейл разговаривает по телефону (Вступление)
2. «He Said She Said» (Клип)
3. Тисдейл Дженнифер в своей спальне (Интерлюдия)
4. «Not Like That» (Клип)
5. «Suddenly» (Клип)
6. Джош Хендерсон и Тисдейл (Конец)

- Жизнь и время препровождения Эшли Тисдейл (45:00) — Следуем за Тисдейл на съемки Headstrong в 45 минутном эксклюзивном непрекращающемся материале.

1. «Вступление»*
2. «Запись Be Good to Me» (Появляется Кара ДиоГарди)*
3. "Фотосъемка для альбома*
4. «Потомство собаки» (Появляется Кара ДиоГарди)*
5. «Игра в мяч» (Появляются Бренда Сонг и Дженнифер Тисдейл)*
6. «Запись He Said She Said» * (Появляются Джонатан Ротем и Эван «Kidd» Богарт) *
7. «Приход домой»*
8. «Волосы»*
9. «Лагуна Бич» (Появляется Дженнифер Тисдейл) *[1]
10. "Классный мюзикл. Слухи " (Появляется Корбин Блю)*
11. "Первое живое выступление (Появляется Корбин Блю)*
12. «Парад по случаю Дня Благодарения»
13. «Встречает Джессику Симпсон»*[1]
14. «Съемки клипа» (Появляется Скотт Спир и Джош Хендерсон)
15. "Сент-Луис "[1]
16. «Об альбоме»
17. «Подпись на CD»
18. «TRL» (Появляется Ванесса Миннилло)
19. «Конец»

- Весь материал, отмеченный * включает Headstrong CD+DVD версии.

## Производство и технический состав
| - Режиссёр — Скотт Спир - Продюсер — Элисон Фостер - Исполнительный продюсер — Дэннис Э. Уилльямс - Исполнительный продюсер — Дэвид Грант - Начальник производства — Джули Ди Каталдо - Ассистент начальника производства — Шаронда Старкс - Ассистент режиссёра — Майк Эстрелла - Ассистент режиссёра — Сэйлим Бисели - Оператор-постановщик — Омер Ганаи - Главный осветитель — Марк Линдси - Осветитель-электрик — Маттаи - Электрик — Руди Коваррубайас - Главный рабочий-постановщик — Colby Dunford - Осветитель-постановщик — Кертис Браун | - Художник-постановщик — Effney Gardea - Руководитель — Ян Берки - Декоратор — Даррен Бертоннью - Декоратор — Lance Lindahl - Закупщик — Бьянка Бутти - Художественный ассистент — Ли Феррис - Визажист-парикмахер Эшли Тисдейл- Торстен Уайт - Стилист Эшли Тисдейл — Лори Смит - Ассистент стилиста — Дейзи Александр - Визажист-парикмахер — Кристина Дафф - Кастинг — Visionary Casting - Хореограф — Нэнси O’Мира |

## Клипы
- «He Said She Said»: Кое-что об Эшли вышел в свет клип для «He Said She Said», который начинается с Тисдейл и её друзей, идущих в клуб, а парень (Джош Хендерсон) замечает Тисдейл в клубе. Она начинает танцевать с друзьями и следить за парнем. Сестра Тисдейл Дженнифер появилась в этом клипе в качестве одной из её подруг.
- «Not Like That»: Клип был снят Скоттом Спиром, Тисдейл начинает читать журнал со слухами о ней. Мы видим её в комнате поющей, на работе — снимающейся в рекламе — и в журнале.
- «Suddenly»: В клипе Тисдейл на белом фоне, и во время видео начинает скапливаться толпа, которая становится больше и больше, в видео также включены съемки с DVD в Target эксклюзивном выпуске её дебютного альбома Headstrong.